# Mekarasih (Malangbong)
Mekarasih is een bestuurslaag in het regentschap Garut van de provincie West-Java, Indonesië. Mekarasih telt 5182 inwoners (volkstelling 2010).